# EOS (Canon)
 For alternative betydninger, se EOS. (Se også artikler, som begynder med EOS)
EOS navnet henviser til et system af spejlreflekskameraer, udskiftelige objektiver og tilbehør fra den japanske fotoproducent Canon. Det første kamera i systemet var Canon EOS 650 som blev introduceret i marts 1987.
Navnet EOS udsprang som et akronymet Electro-Optical System, men det er også navnet på morgenrødens gudinde i græsk mytologi og det var et passende symbol for et nyt kamerasystem.
En af Canons hovedincitamenter for at udvikle et nyt system var konkurrencen som blev skærpet med introduktionen af autofokuskameraer fra Minolta og Nikon omkring 1985 og man vurderede at det krævede en ny teknisk platform.
EOS-systemet var baseret på 135-film, men der har også været kameraer til APS-film som f.eks. EOS IX fra 1996. Efterhånden fremkom der også digitale EOS-kameraer, først i samarbejde med Kodak som førte frem til bl.a. EOS DCS3-kameraet fra 1995. Siden udviklende Canon sine egne digitale modeller hvoraf EOS D30 fra 2000 var det første.

## EF-objektivfatningen
En af hjørnestenene i EOS-systemet var en ny objektivfatning kaldet EF. Udviklingen blev drevet af introduktionen af autofokus, men hvor andre fabrikater valgte at udbygge de eksisterende objektivsystemer, valgte Canon at konstruere et helt nyt. På den måde fik man en moderne teknisk løsning som var baseret udelukkende på elektrisk kommunikation mellem objektiv og kamerahus, men det betød samtidig at de hidtidige Canon FD-objektiver ikke længere kunne bruges på fremtidige kameraer.
Da EF-objektiverne er elektrisk styrede, må hvert objektiv have motorer indbygget til fokus og nedblænding. Det kan gøre de enkelte objektiver dyrere, men til gengæld er ikke så mange mekaniske dele i fatningen som kan slides.
Sammen med det digitale EOS 300D-kamera introducerede Canon i 2003 EF-S-fatningen. EOS 300D-kameraet har, ligesom en del efterfølgende digitale EOS-kameraer, et sensorareal som er mindre end 135-filmens 24×36 mm og derfor indførte man EF-S som giver en mindre billedcirkel og som har trukket bageste linseelement nærmere sensorplanet. Det gør det simplere og billigere at fremstille objektiver (specielt vidvinkel) som er specielt beregnede til disse digitale kameraer. EF- og EF-S-fatningerne er konstrueret så EF-objektiver passer på alle EOS-kameraer, mens EF-S kun kan monteres på de kameramodeller som er specielt indrettet til det.

## Ekstern henvisning
- Canon, oversigt over de vigtigste EOS kameramodeller Arkiveret 23. juni 2007 hos  Wayback Machine

## Fodnoter
1. 1 2  "Canon Camera Museum, 1987-1991" (engelsk). Arkiveret fra originalen 23. september 2015. Hentet 2007-12-15.

| Lyd og billede | Spire Denne artikel om billed- og lydteknologi er en spire som bør udbygges. Du er velkommen til at hjælpe Wikipedia ved at udvide den. |